# 鄭準澤

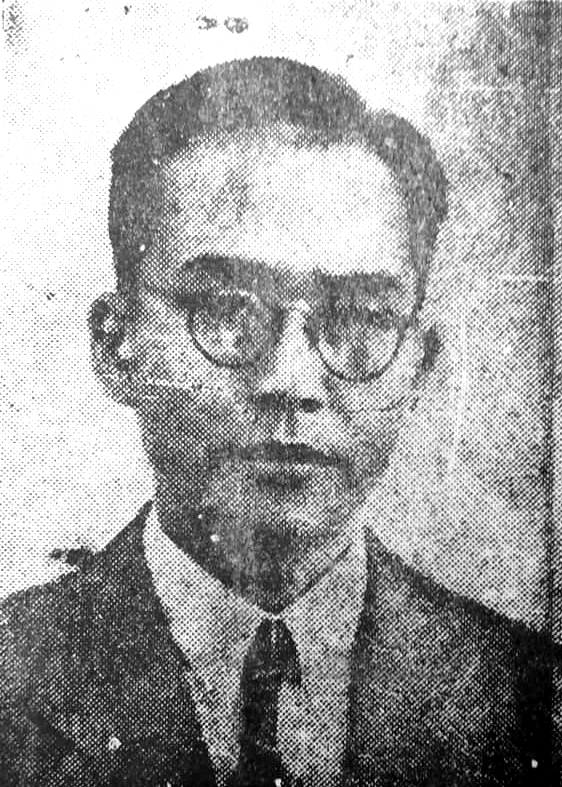

鄭準澤（韓語：정준택，1911年—1973年1月11日），北韓政治人物，官至內閣副首相、朝鮮勞動黨中央政治局候補委員及国家计划委员会主席。

## 生平
鄭準澤出生於咸鏡南道，後來在京城高級工業學校畢業。完成學業後，他當技師。1945年，日本投降，二戰結束，鄭準澤在翌年加入朝鮮勞動黨，並在1947年被任命為北朝鮮人民委員會的企畫局長及朝鮮人民會議（最高人民會議的前身）咸鏡南道的代表。1948年，他獲委命為中央委員及常務委員會委員。同年，又當選最高人民會議代議員，以及成為國家計劃委員會主席和最高科學技術國務委員。
1950年，鄭準澤被委任為中央軍事委員會委員。1953年，他與南日、朴正愛、尹公欽和朱晃變等人到北京訪問中國。翌年，他被任命為化學建材工業相。1956年5月，他晉升為內閣副首相。在隨後的一年，他連任最高人民會議代議員一職。1958年，他獲勳為第一級國旗勳章榮譽。1962年，他再度成為最高人民會議代議員。因患心脏麻痹，于1973年1月11日8时逝世。為表揚他對北韓的貢獻，他獲安葬在平壤的革命烈士陵﹔位於元山市的元山經濟大學也被改名為鄭準澤經濟大學。

## 資料來源
1. 1 2 3 4 5 6  .   [2014-01-18]. （原始内容存档于2016-03-07）.
2. ↑  "朝鮮政府訪問團赴京" 《大公報》 1953 11 11
3. ↑  . 人民日报. 1973年1月13日: 第5版.
4. ↑  "북한대학의 개명 사례" 《북한토지정보》 조병현 2001 11 16